# قو وي
قو وي هي لاعبة هوكي الجليد صينية، ولدت في 7 نوفمبر 1969.

## وصلات خارجية
- قو وي على موقع EliteProspects.com (الإنجليزية)
- قو وي على موقع Eurohockey.com (الإنجليزية)
- قو وي على موقع اللجنة الأولمبية الدولية (الإنجليزية)
- قو وي على موقع أوليمبيديا (الإنجليزية)